# Annegert Fuchshuber
Annegert Fuchshuber (* 6. Mai 1940 in Magdeburg; † 17. März 1998 in Augsburg) war eine deutsche Illustratorin.

## Leben und Wirken
Annegert Fuchshuber wuchs in Halle auf. Sie wollte bereits als Kind „Bilderbuchmacherin“ werden. 1951 zog sie mit ihrer Familie nach Bayern, wo sie 1953 in Augsburg heimisch wurde. Nach dem Abitur 1960 besuchte sie die Werkkunstschule Augsburg, machte ein einjähriges Schriftsetzerpraktikum und arbeitete anschließend in einer Münchner Werbeagentur.
Ab 1964 war sie als freischaffende Illustratorin tätig. 1968 illustrierte sie ihr erstes Buch. Das erste allein gestaltete und erzählte Buch Der allerschönste Stern der Welt legte sie 1969 vor. Allein beim Thienemann Verlag, der sie zuletzt publizierte, betrug die weltweite Gesamtauflage der dort von ihr erschienenen Bilderbücher mehr als 700.000 Exemplare, die wiederum in 15 Sprachen übersetzt wurden.
Sie wurde mehrfach ausgezeichnet, u. a. 1984 mit dem Deutschen Jugendliteraturpreis. Nach ihrem Tod wurde auch eine Straße in Augsburg nach ihr benannt, der Annegert-Fuchshuber-Weg im Stadtteil Kriegshaber.

## Werke (Auswahl)

### Texte & Illustrationen
- Der allerschönste Stern der Welt. Ein Adventskalender vom Michl, der den Weihnachtsstern sucht. Betz Verlag, München 1969.
- Korbinian mit dem Wunschhut. Thienemann, 1976, ISBN 3-522-41340-7.
- Fahr mit aufs Land! Sellier Verlag, Freising 1978, ISBN 3-87137-672-8.
- Fidibus. Thienemann Verlag, 1980, ISBN 3-522-41620-1.
- Der weite Weg nach Bethlehem. Kaufmann Verlag, 1981, ISBN 3-7806-0535-X.
- Der vergessene Garten. Thienemann, 1981, ISBN 3-522-41730-5.
- Mausemärchen / Riesengeschichte. Thienemann Verlag, 1983, ISBN 3-522-41850-6.
- Karlinchen. Betz Verlag, 1995, ISBN 3-219-10612-9.
- Lotte ist lieb. Betz Verlag, München 1998, ISBN 3-219-10755-9.
- Weihnachten in Bethlehem. Kaufmann Verlag, 2004, ISBN 3-780-60579-1.

### Illustrationen
- Ruth Almog: Die Silberkugel.
- Maria Horváth: Wenn ich gross bin. Betz, München 1968
- Gertrud Fussenegger: Jona.
- Gertrud Fussenegger: Die Arche Noah.
- Gertrud Fussenegger: Christophorus. Tyrolia, Innsbruck 1996.
- Barbara Bartos-Höppner: Der Rattenfänger von Hameln.
- Gudrun Pausewang: Die Kinder in der Erde.
- Michael Ende: Das Traumfresserchen.
- Werner Laubi: Kinderbibel.
- Willi Fährmann: Franz und das Rotkehlchen.
- Gerald Jatzek: Der Tag des Riesen. Ellermann, München 1989, ISBN 3-7707-6298-3.
- Carl Orff: Der Mond.
- Elisabeth Emmerich: Hallöle sucht das Turamichele.
- Beatrice Schenk de Regniers: Ich habe einen Freund.
- Rainer A. Krewerth: Wie Berntzen Bernd das Emsland im Ballon erobert.

## Auszeichnungen
- 1984: Deutscher Jugendliteraturpreis für Mausemärchen
- 1994: Illustrationspreis für Kinder- und Jugendbücher
- 2003: Deutscher Musikeditionspreis für Der Mond

## Postume Ehrungen
- 2012 wurde im Augsburger Stadtteil Kriegshaber auf dem Gelände der ehemaligen Reese-Kaserne ein Weg nach Annegert Fuchshuber benannt.[2]

## Ausstellungen
- 2023: Fantastische Reise mit Jim Knopf, Bastian und Momo. Michael Ende – Bilder und Geschichten. Ludwig Galerie Schloss Oberhausen.[3]